# Blätter für Gewerbe, Technik und Industrie
Blätter für Gewerbe, Technik und Industrie war der Titel einer von 1866 bis 1872 in Leipzig erschienenen Zeitschrift. Sie war ein im Zuge der Industrialisierung von der Leipziger Polytechnischen Gesellschaft als „Neue Folge“ herausgegebene Periodikum zu den Themen Gewerbe, Technik und Industrie.